# Siphocampylus laevigatus
Siphocampylus laevigatus är en klockväxtart som beskrevs av Jules Émile Planchon. Siphocampylus laevigatus ingår i släktet Siphocampylus och familjen klockväxter.
Artens utbredningsområde är Colombia. Inga underarter finns listade i Catalogue of Life.